# Терміти
Терміти (Isoptera) — суспільні комахи з інфракласу Новокрилі, які живуть колоніями в особливих спорудах — термітниках, які можуть досягати 10-12 м заввишки і 6 м у діаметрі. Живляться терміти переважно деревиною, тому можуть завдавати шкоди, руйнуючи дерев'яні споруди та вироби.

## Опис

### Зовнішня будова
Як еусоціальні комахи терміти поділяються на касти, що відрізняються морфологічно. Здатні до розмноження самці й самиці мають крила, тоді як імаго робочих та солдатів позбавлені крил.
На голові статевозрілих особин наявні фасеткові очі та два вічка на тімені (іноді вічка відсутні). Верхня губа невелика. Посередині лоба в деяких видів наявна ямка — фонтанела, нефункціональна в статевозрілої касти, але така, що утворює хімічний орган у солдатів. Антени тонкі, ниткоподібні, з 11-33 сегментів. Ротовий апарат термітів гризучого типу та складається з максил, нижньої губи та мандибул, при чому максили та губа несуть по парі полапків.
Груди, як і у всіх комах, складаються з 3 сегментів, до кожного з яких кріпиться пара ніг. До середньогрудей і задньогрудей кріпляться крила. Передні й задні крила прозорі. Жилкування крил відрізняється в різних груп термітів та є важливою систематичною ознакою. Ноги добре розвинені, ходильного типу. Тазики середньої та задньої пари ніг розділені на два сегменти. Вертлюг невеликий, стегна міцні, гомілки тонкі. Лапка має різну кількість сегментів у різних видів. У деяких видів наявна присоска між кігтиками, але в більшості вона відсутня.
Черевце термітів складається з 10 сегментів, причому десятий сегмент видовжений і загострений. Будова тергітів однакова для обох статей, перший стерніт редукований або відсутній. У самиць 7-й стерніт великий, часто прикриває собою змінені 8-й і 9-й стерніти. У самців часто наявні грифельки на кінці 9-го сегменту. 10-й стерніт однаковий в обох статей, з церками, переважно 2-члениковими.
Будова тіла робочих особин загалом не відрізняється від такого статевозрілих імаго, окрім відсутності крил та геніталій. Зазвичай у робочих особин наявні більш потужні мандибули. Також у багатьох видів у робочих нерозвинені фасеткові очі.

### Анатомія і фізіологія
Мандибули робочих особин часто укріплені не тільки морфологічно, але й за рахунок підвищеного вмісту солей цинку й магнію для кращого перетирання сухої деревини.
Внутрішні статеві органи у термітів спрощені порівняно з тарганами. Сперматозоїди термітів нерухомі, позбавлені джгутика (за виключенням представників родини Mastotermitidae, де сперматозоїди багатоджгутикові). Самиці більшості видів також не мають яйцеклада, за виключенням Mastotermitidae.

### Симбіонти
Терміти мають чимало внутрішніх симбіонтів, які допомагають їм перетравлювати деревину. Серед цих симбіонтів метамонади з груп Oxymonada та Parabasalia (поширені лише в термітах) Тільки у одного виду наявний бактеріальний симбіонт Blattabacterium, поширений у тарганів.

## Спосіб життя
Терміти є еусоціальними комахами, тобто живуть колоніями, де різні особини відрізняються зовнішньо й фізіологічно та виконують різні функції — утворюють касти. До статевого розмноження здатні лише крилаті самиці та самці, тоді як більшість особин у колонії є нездатними до розмноження робочими та солдатами.
У колоніях виділяють власне живих особин, що їх складають, а також побудовані цими особинами структури. Ці структури можуть складати декілька тунелів у субстраті, але часто досягають високої складності та великих розмірів.
У певний період колонія продукує нових самців та самиць, які вилітають з неї та паруються десь на субстраті. Самиця відкладає яйця та разом з самцем піклується про них, вирощуючи перше покоління робочих та солдатів. З часом колонія збільшується та може продукувати нове статеве покоління.
Терміти статевозрілої касти здатні до польоту, але літають погано. Загалом, вони піднімаються у повітря, звідки розлітаються в різні боки. Більші за розміром види здатні відлітати на більші відстані від батьківського гнізда. Самці й самиці не мають спеціального захисту від хижаків, які поїдають їх у великих кількостях.
Терміти, як і всі тарганоподібні, належать до комах з неповним перетворенням.

## Походження та систематика
У результаті філогенетичних досліджень установлено належність термітів до ряду таргани, внаслідок чого ряд терміти понизили до інфраряду, щоб не спричинити таксономічний хаос, який би виник, якби його понизили до родини з пониженням його родин до підродин:147—148.
Термітів традиційно об'єднують у 7 сучасних родин:
- Mastotermitidae — живляться деревиною, населяють сухий ліс та савани на півночі Австралії, 1 вид
- Hodotermitidae — живляться трав'янистими рослинами, населяють сухі степи палеарктичної Африки, 15 видів
- Termopsidae — живляться вологою деревиною, населяють помірний тропічний ліс
- Kalotermitidae — живляться сухою деревиною, поширені по тропіках, близько 400 видів
- Rhinotermitidae — живляться деревиною, населяють тропічні та помірні ліси, поширені по тропіках та субтропіках, близько 300 видів
- Serritermitidae — поширені в серадо Південної Америки, 2 види
- Termitidae — найбільша пантропічна родина, приблизно 2000 видів

## Різноманіття та поширення
Станом на 2010 рік відомо понад 2600 видів термітів. Неописане різноманіття оцінюють у 500—1000 видів. Терміти мешкають майже суто в тропічних країнах.
В Україні трапляється один вид термітів — терміт світлобоязкий (Reticulitermes lucifugus Rossi).

## Взаємовідносини з людиною
Більшість людей принаймні чули про термітів. Мешканці тропічних країн знають їх як шкідників, тоді як жителі країн з помірним кліматом знайомі з ними переважно як з чудернацькими комахами, які будують велетенські гнізда.

### Економічне значення
Терміти є суттєвими шкідниками господарства в тропічних та деяких субтропічних країнах, де вони руйнують дерев'яні споруди, прогризаючи в них ходи.

### Терміти в літературі й мистецтві
Терміти й термітники відграють важливу роль в сюжеті роману Жуля Верна «П'ятнадцятирічний капітан».
Праця південноафриканського натураліста й письменника Юджіна Марея «Душа терміта» (афр. Die Siel van die Mier), що вийшла на початку 1920-х, була недоброчесно запозичена Морісом Метерлінком в його есе «Життя терміта» (1927).